# Ömer Rıza
Ömer Kerim Ali Rıza (Edmonton, 8 novembre 1979) è un allenatore di calcio ed ex calciatore turco, di ruolo attaccante.

## Carriera
Ha giocato in totale 38 partite nella massima serie turca tra il 2004 ed il 2008, oltre a due partite di Coppa UEFA con il Trabzonspor nella stagione 2006-2007.
Il 16 giugno 2023 entra a far parte dello staff tecnico di Valérien Ismaël al Watford, venendo promosso dalla formazione Under-23.

## Palmarès

### Club

#### Competizioni internazionali
- Coppa Intertoto UEFA: 1

West Ham: 1999